# Mark-Oliver Rödel
Pour les articles homonymes, voir Roedel.
Mark-Oliver Rödel est un herpétologiste allemand, né en 1965.
Diplômé de l'Université de Wurtzbourg, Il est Kurator für Herpetologie (conservateur des collections d'herpétologie) au musée d'histoire naturelle de Berlin.

## Quelques taxons décrits
- Acanthixalus sonjae Rödel, Kosuch, Veith & Ernst, 2003
- Amietophrynus taiensis (Rödel & Ernst, 2000)
- Arthroleptis krokosua Ernst, Agyei & Rödel, 2008
- Arthroleptis langeri Rödel, Doumbia, Johnson & Hillers, 2009
- Arthroleptis perreti Blackburn, Gonwouo, Ernst & Rödel, 2009
- Atheris hirsuta Ernst & Rödel, 2002
- Cardioglossa occidentalis Blackburn, Kosuch, Schmitz, Burger, Wagner, Gonwouo, Hillers & Rödel, 2008
- Cordylus meculae Branch, Rödel & Marais, 2005
- Hylarana fonensis (Rödel & Bangoura, 2004)
- Hyperolius nienokouensis Rödel, 1998
- Kassina schioetzi Rödel, Grafe, Rudolf & Ernst, 2002
- Leptodactylodon stevarti Rödel & Pauwels, 2003
- Leptopelis crystallinoron Lötters, Rödel & Burger, 2005
- Leptopelis spiritusnoctis Rödel, 2007
- Morerella cyanophthalma Rödel, Kosuch, Grafe, Boistel, Assemian, Kouamé, Tohé, Gourène, Perret, Henle, Tafforeau, Pollet & Veith, 2009
- Morerella Rödel, Kosuch, Grafe, Boistel, Assemian, Kouamé, Tohé, Gourène, Perret, Henle, Tafforeau, Pollet & Veith, 2009
- Myriopholis albiventer (Hallermann & Rödel, 1995)
- Petropedetes euskircheni Barej, Rödel, Gonwouo, Pauwels, Böhme & Schmitz, 2010
- Petropedetes juliawurstnerae Barej, Rödel, Gonwouo, Pauwels, Böhme & Schmitz, 2010
- Petropedetes vulpiae Barej, Rödel, Gonwouo, Pauwels, Böhme & Schmitz, 2010
- Phrynobatrachus intermedius Rödel, Boateng, Penner & Hillers, 2009
- Phrynobatrachus phyllophilus Rödel & Ernst, 2002
- Phrynobatrachus pintoi Hillers, Zimkus & Rödel, 2008
- Werneria iboundji Rödel, Schmitz, Pauwels & Böhme, 2004
- Werneria submontana Rödel, Schmitz, Pauwels & Böhme, 2004